# Catalyst (album)
Catalyst è il quarto album di studio dei New Found Glory, pubblicato il 18 maggio 2004 e certificato disco d'oro dalla RIAA il 18 agosto dello stesso anno.

## Tracce
1. Intro – 0:37
2. All Downhill from Here – 3:12
3. This Disaster – 3:08
4. Truth of My Youth – 3:03
5. I Don't Wanna Know – 3:30
6. Your Biggest Mistake – 2:46
7. Doubt Full – 3:35
8. Failure's Not Flattering – 3:51
9. Over the Head, Below the Knees – 3:39
10. Ending in Tragedy – 3:30
11. At Least I'm Known for Something – 3:31
12. I'd Kill to Fall Asleep – 3:11
13. No News Is Good News – 2:58
14. Who Am I? – 8:04

Tracce bonus per l'edizione britannica
1. Radio Adelaide – 2:42
2. Constant Static – 3:18
3. Who Am I? – 3:20

Tracce bonus per l'edizione giapponese
1. Radio Adelaide – 2:42
2. Constant Static – 3:18
3. Whiskey Rose – 3:49
4. Who Am I? – 3:20

Tracce bonus per Best Buy
1. Whiskey Rose – 3:49

## Formazione
- Jordan Pundik - voce
- Chad Gilbert – chitarra solista, voce secondaria
- Steve Klein – chitarra ritmica
- Ian Grushka – basso
- Cyrus Bolooki – batteria

Altri musicisti
- Neal Avron – sintetizzatore
- Riley Avron – voce secondaria
- Debra Byrd – voce secondaria
- Charlie Bisharat – violino
- David Richard Campbell – viola
- Larry Corbett – violoncello
- Freddy Cricien – voce secondaria
- Joel Derouin – violino
- James Dewees – tastiera
- Angela Fisher – voce secondaria
- Andrew Jackson – voce secondaria
- Toby Morse – voce secondaria
- Kendall Payne – voce secondaria
- Tony Wilkins – voce secondaria